# 守口市立第一中学校
守口市立第一中学校（もりぐちしりつ だいいち ちゅうがっこう）は、大阪府守口市にある公立中学校。
守口市の西端に位置し、学校敷地の一部が大阪市旭区にかかっている。

## 沿革
- 1947年4月22日 - 守口市立第一中学校として創設。守口市立三郷小学校に仮校舎を置く。
- 1947年7月 - 現在地に移転。
- 1952年10月27日 - 校歌制定式挙行。
- 1978年9月11日 - 食堂使用開始。
- 1990年9月29日 - コンピュータ室完成。
- 1997年9月12日 - 視聴覚室完成。
- 2009年3月31日 - 食堂の使用を終了。以後食堂は、多目的教室となる。それに伴い翌1日より弁当の販売を開始。
- 2009年7月 - 体育館棟の耐震化工事を実施。9月末に完了。

## 通学区域
- 守口市立守口小学校と守口市立八雲東小学校の通学区域。

## 交通
- 地下鉄谷町線守口駅 西へ約400m。
- 京阪本線 守口市駅 北西へ約600m。

## 主な卒業生
- 梅北亘 - 柔道選手
- 池乃めだか - お笑いタレント
- お嬢。(匿名ミラージュ)-アイドル